# 피타 (몰타)

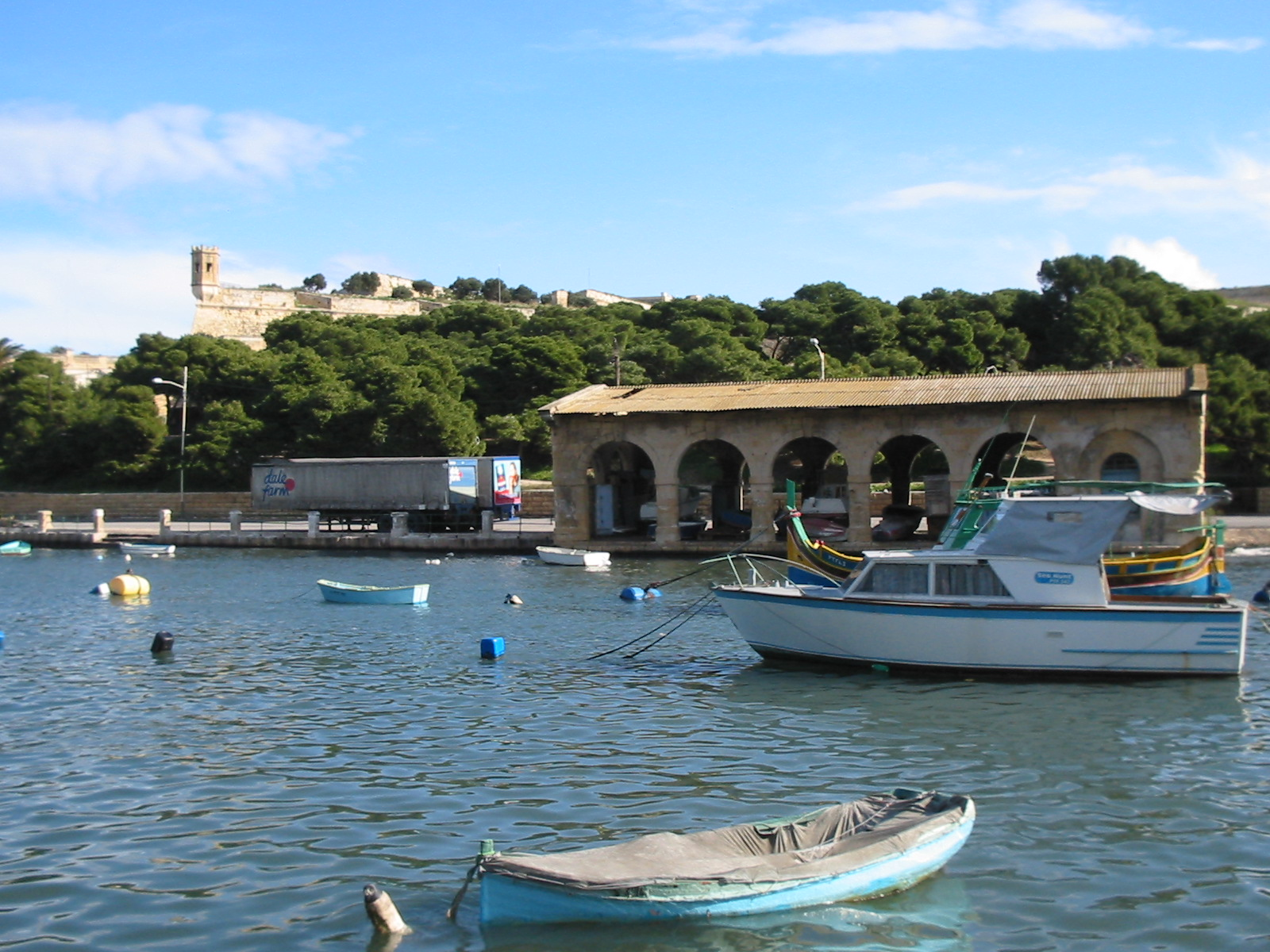
피타에 있는 부두의 모습

피타의 위치

피타(몰타어: Pietà)는 몰타의 도시로 면적은 0.5km2, 인구는 3,846명, 인구 밀도는 7,700명/km2이다. 수도 발레타 교외에 위치한다. 도시 이름은 이탈리아어로 "자비"를 뜻하는 '피에타'(Pieta)에서 유래된 이름이다.

시기